# Козачий (Волгоградська область)
Козачий (рос. Казачий) — хутір у Клетському районі Волгоградської області Російської Федерації.
Населення становить 202 особи. Входить до складу муніципального утворення Захаровське сільське поселення.

## Історія
Хутір розташований у межах українського історичного та культурного регіону Жовтий Клин.
Згідно із законом від 14 лютого 2005 року № 1003-ОД органом місцевого самоврядування є Захаровське сільське поселення.

## Населення
| 2010 |
| ---- |
| 202  |